# جون غاندر أدلر
جون غاندر أدلر هو سياسي دنماركي، ولد في 5 مارس 1784 في كوبنهاغن في الدنمارك، وتوفي في 26 مايو 1852 في هوف في ألمانيا.